# Aipysurus duboisii
Aipysurus duboisii är en ormart som beskrevs av Bavay 1869. Aipysurus duboisii ingår i släktet Aipysurus och familjen giftsnokar och underfamiljen havsormar. IUCN kategoriserar arten globalt som livskraftig. Inga underarter finns listade i Catalogue of Life.
Arten förekommer i havet och vid kusterna från Timor (östra Indiska oceanen) över norra Australien och Nya Guinea till Nya Kaledonien (sydvästra Stilla havet). Honor lägger inga ägg utan föder levande ungar.